# Стедіум МК
Стедіум МК (англ. Stadium MK) — футбольний стадіон у Денбі, районі міста Мілтон-Кінз, графство Бакінгемшир, Англія. Спроектований компанією Populous і відкритий у 2007 році, він є домашнім стадіоном чоловічої та жіночої команд місцевого клубу Мілтон-Кінз Донз. У 2022 році стадіон прийняв кілька матчів під час жіночого Євро-2022.
Станом на травень 2015 року стадіон має два яруси, які вміщують 30 500 глядачів. Проект відповідає вимогам УЄФА для елітних стадіонів.

Окрім футбольних матчів, стадіон час від часу приймає матчі з регбі. Вперше це сталося у травні 2008 року, коли «Сарасенз» (які тоді ділили «Вікерейдж Роуд» з «Вотфордом») грали проти «Брістоль Беарс» на «Стедіум МК», оскільки «Вотфорд» грав на своєму стадіоні матчі плей-оф чемпіонату. 2011 року футбольний клуб «Нортгемптон Сейнтс» використовував стадіон для чвертьфінальних і півфінальних матчів Європейського кубку чемпіонів, оскільки їхній домашній стадіон є замалим для міжнародних змагань. Стадіон прийняв три матчі на Кубку світу з регбі 2015 року.
Стадіон також є місцем проведення концертів, протягом останніх років тут виступали такі виконавці, як Take That, Rammstein, Род Стюарт, Оллі Марс, My Chemical Romance та Imagine Dragons.

## Матчі

### Міжнародні
Стадіон двічі приймав міжнародні матчі молодіжної збірної Англії. Першим став матч групи 3 кваліфікаційного раунду молодіжного чемпіонату Європи УЄФА проти молодіжної збірної Болгарії, що відбувся 16 листопада 2007 року. Господарі перемогли гостей з рахунком 2:0 (голами відзначились Агбонлахор та Мілнер). Матч відвідало 20 222 глядачі.
31 березня 2009 року на стадіоні відбувся міжнародний товариський матч англійської молодіжки проти однолітків з Азербайджану. Господарі розгромили гостей з рахунком 7:0, у складі англійців двічі забив Кірен Гіббз, голами також відзначилися Майкл Мансьєнн, Крейг Гарднер та Джек Родвелл, а також гравці гостей Садиков та Маммедов забили автоголи.
5 червня 2010 року на стадіоні відбувся перший міжнародний товариський матч між дорослими командами, в якому Гана перемогла Латвію з рахунком 1:0 у рамках підготовки до чемпіонату світу 2010.

### Заявка Англії на чемпіонат світу 2018 року
У грудні 2009 року Футбольна асоціація надала Мілтон-Кейнсу статус міста-кандидата на проведення чемпіонату. Якби Англія виграла заявку, «Стедіум МК» прийняв би кілька матчів. Для цього місткість стадіону довелося б збільшити до 44 000 глядачів, проте 2 грудня 2010 року ФІФА вирішила не надавати Англії право на проведення Чемпіонату світу з футболу 2018.

### Тоттенгем Готспур
Наприкінці 2014 року «Тоттенгем Готспур» вів переговори з «МК Донс» про оренду «Стедіум МК» на сезон, на час реконструкції стадіону «шпор» на «Вайт Гарт Лейн».
У пресі повідомлялося, що «Тоттенгем» пропонував проводити більшість домашніх матчів у Мілтон-Кінзі й невелику кількість на стадіоні «Вемблі». Однак ідея проведення домашніх матчів у Мілтон-Кінзі, навіть тимчасово, була здебільшого непопулярною серед фанатів «шпор». В опитуванні, проведеному газетою «London Evening Standard» серед 206 вболівальників «Тоттенгема» через два місяці, 71 опитаний (34 %) відповів, що відвідував б домашні матчі на «Стедіум МК», якби клуб грав там тимчасово, тоді як 135 (66 %) відповіли, що не відвідували б.
Врешті-решт «шпори» зіграли один матч на «Стедіум МК» проти «Вотфорда» перед 23 650 глядачами, причому цей матч організував колишній гравець «МК Донз» і уродженець міста Деле Аллі, що на той час грав за «Тоттенгем».

### Фінал Кубка Англії серед жінок
1 червня 2014 року на стадіоні відбувся фінал Кубку Англії серед жінок, в якому «Арсенал» переміг «Евертон» з рахунком 2:0.

### Мілтон-Кінз Донз
Починаючи з сезону 2018-19, «Мілтон-Кінз Донз» ділить «Стедіум МК» як домашній стадіон з чоловічою командою «Мілтон-Кінз Донз».

### Євро-2022 серед жінок
Арена стала одним з кількох місць проведення жіночого Євро-2022. Стадіон приймав матчі групи B: Іспанія проти Фінляндії (8 липня 2022 року), Данія проти Фінляндії (12 липня 2022 року) та Фінляндія проти Німеччини (16 липня 2022 року). 28 липня 2022 року за присутності 27 445 глядачів збірна Німеччини перемогла збірну Франції з рахунком 2:1 у другому півфіналі.
1 липня 2023 року на стадіоні відбувся товариський матч між жіночими збірними Англії та Португалії.

## Галерея

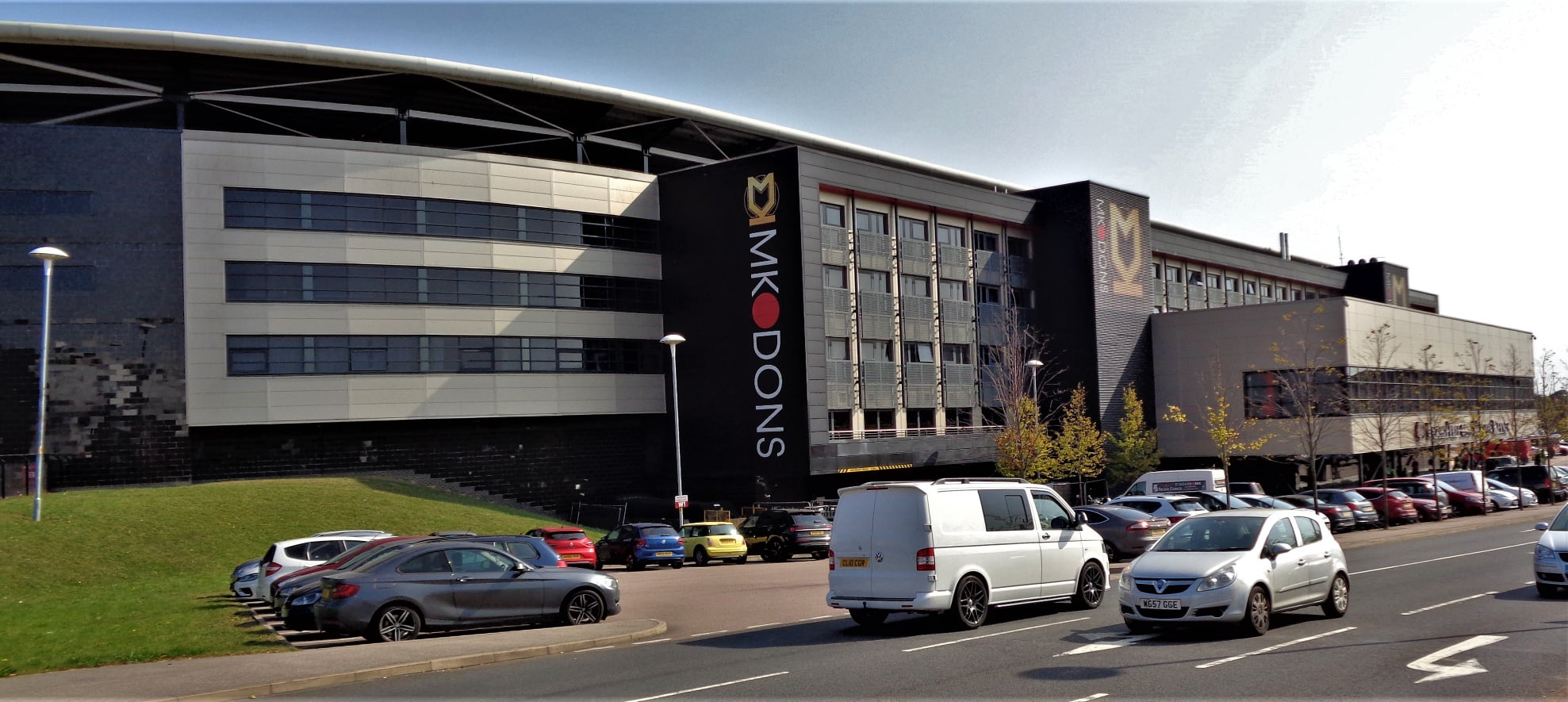
Зовнішній вигляд західної трибуни у вересні 2020 року
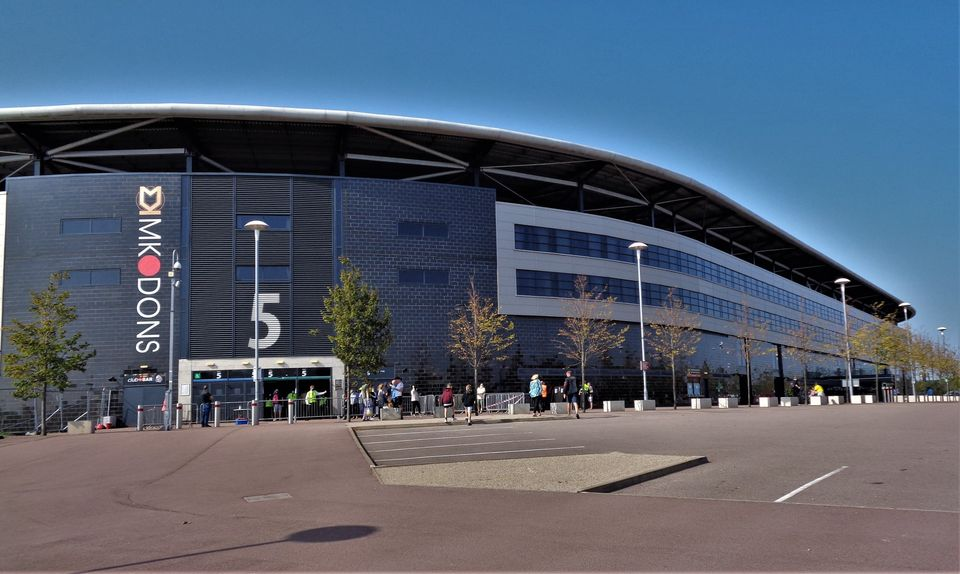
Зовнішній вигляд східної трибуни у вересні 2020 року
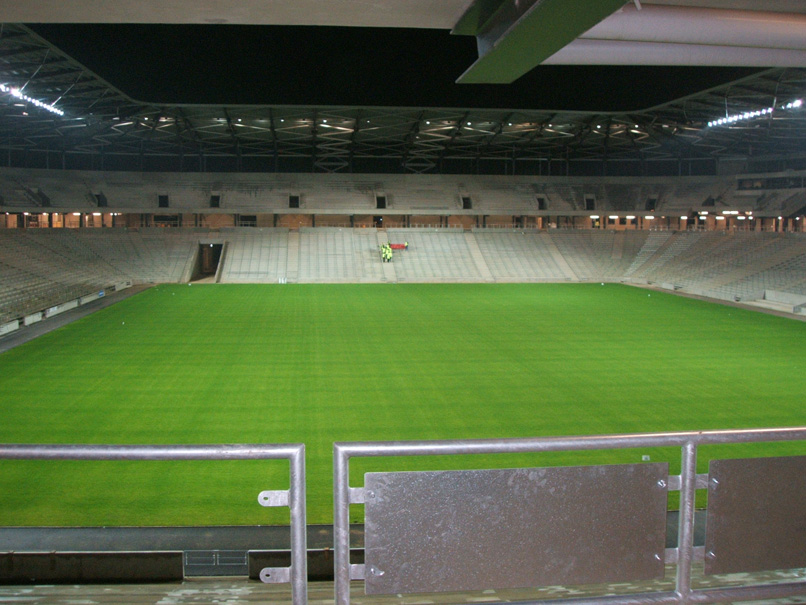
Вид на поле з боку південної трибуни до реконструкції
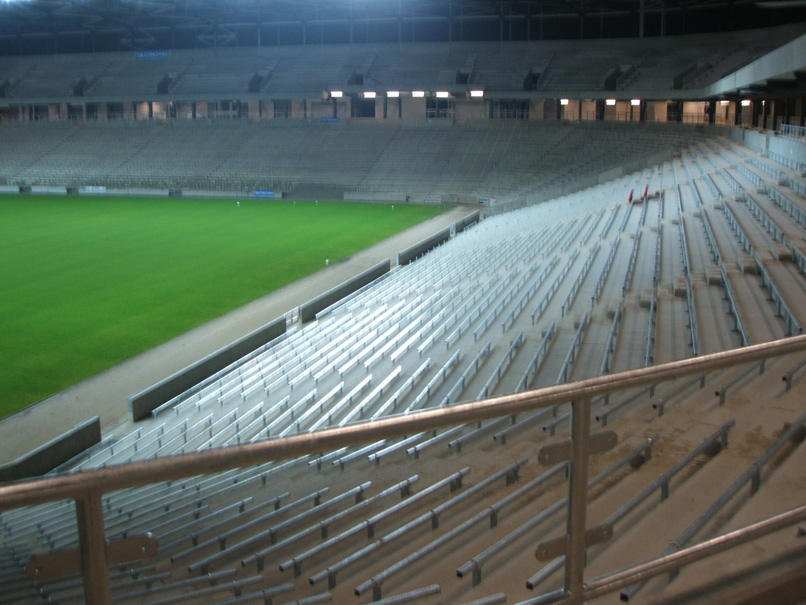
Південна трибуна станом на 22 лютого 2007 року
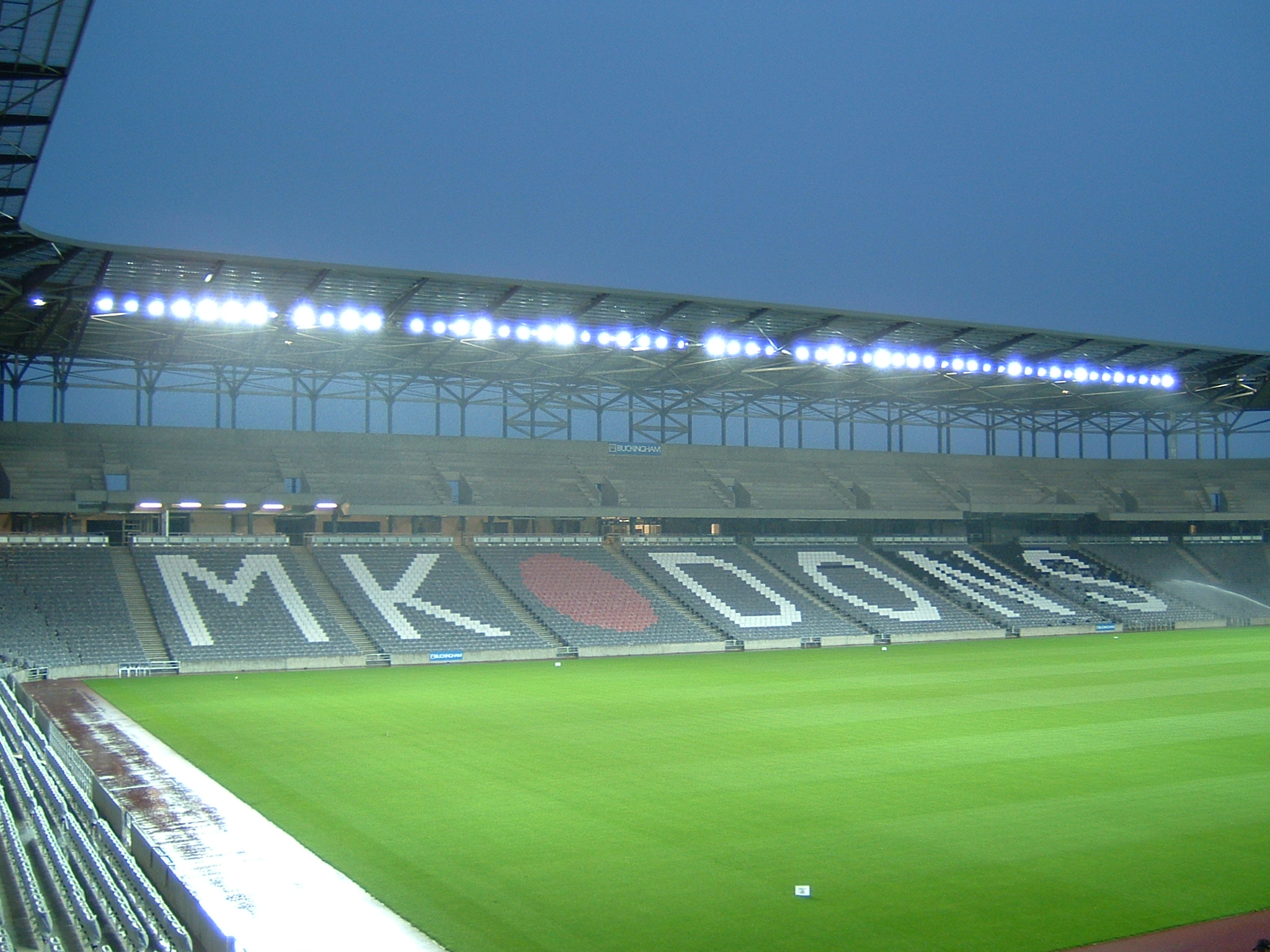
Східна трибуна 16 травня 2007 року
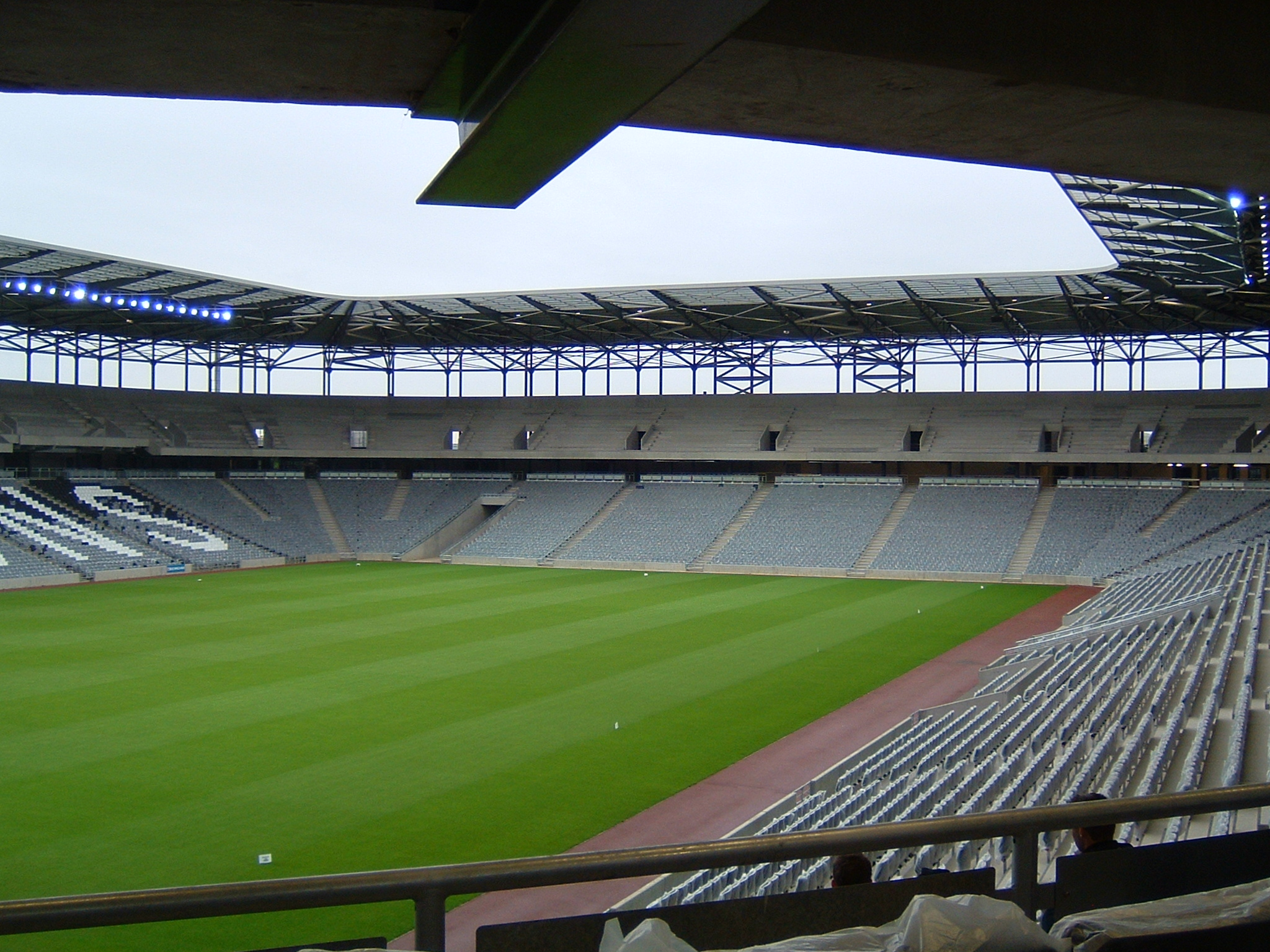
Південна трибуна станом на 16 травня 2007 року